# Blood Red Throne
Blood Red Throne es una banda de metal formada en Kristiansand, Noruega en 1998. Actualmente sigue activa y su disco debut fue un demo sacado en el 2000 titulado "Deathmix 2000".
La banda también tiene una aparición en el controversial videojuego Hatred, algunas canciones de la banda se pueden escuchar de fondo en el modo Supervivencia.

## Acontecimientos
En 2003, Blood Red Throne lanzó un split con la banda de brutal death metal Severe Torture, A Taste For Butchery, título que combina el nombre del EP de Blood Red Throne A Taste For Blood y el EP de Severe Torture Butchery Of The Soul.
El 23 de abril de 2010, Blood Red Throne anunció a través de su MySpace que el guitarrista Tchort había dejado la banda debido a "compromisos familiares" y que sería reemplazado por Ivan "MeathooK" Gujic de Neongod para terminar el resto de la gira de ese año.

## Miembros

### Miembros actuales
- Yngve Bolt Christiansen - Voz (2011- )
- Død (Daniel Olaisen) - Guitarra (1998- )
- Ivan Gujic - Guitarra (2010- )
- Ole Bent Madsen - Bajo (2011- )
- Kristoffer Lunden - Batería

### Miembros Antiguos
Voces
- Ronny Thorsen (Session 1999-2000)
- Vidar Helseth (Session 2000)
- Mr. Hustler (Flemming Gluch) (2001-2005)
- Osvald "Vald" Egeland (2005-2011)

Batería
- Freddy Bolsö (1999-2002)
- Espen Antonsen (2002-2004)
- Bernt A. Moen (Session 2005)
- Anders Haave (2006)
- Emil Wiksten (2010-2013)

- Sanrabb

Guitarras
- Tchort (Terje Vik Schei) (1998-2010)

Bajo
- Erlend Caspersen (1998-2011)

## Discografía

### Álbumes
| Año  | Título                        | Tipo        |
| ---- | ----------------------------- | ----------- |
| 2001 | Monument of Death             | Full-Length |
| 2003 | Affiliated with the Suffering | Full-Length |
| 2005 | Altered Genesis               | Full-Length |
| 2007 | Come Death                    | Full-Length |
| 2009 | Souls of Damnation            | Full-Length |
| 2011 | Brutalitariam Regime          | Full-Length |
| 2013 | Blood Red Throne              | Full-Length |
| 2016 | Union of Flesh and Machine    | Full-Lenght |
| 2019 | Fit to Kill                   | Full-Lenght |

### Demos, EP y Otros
| Año  | Título               | Tipo   |
| ---- | -------------------- | ------ |
| 2000 | Deathmix 2000        | Demo   |
| 2002 | A Taste for Blood    | Ep     |
| 2003 | A Taste for Butchery | Split  |
| 2017 | Gore Encore          | Single |
| 2018 | InStructed InSanity  | Single |
| 2019 | Requiem Mass         | Single |